# Bryum funkii
Bryum funkii är en bladmossart som beskrevs av Schwaegrichen 1816. Bryum funkii ingår i släktet bryummossor, och familjen Bryaceae. Inga underarter finns listade i Catalogue of Life.